# Gekko adleri
Gekko adleri es una especie de gecos de la familia Gekkonidae.

## Distribución geográfica yhábitat
Es endémica del norte de Vietnam y el oeste de Guangxi (China). Su rango altitudinal oscila entre 380 y 694 m s. n. m..